# Старая лошадь Зина (повесть)
«Старая лошадь Зина» — повесть популярного русского советского писателя-прозаика, сценариста, журналиста Дона Алексея Коркищенко. Алексей Абрамович Коркищенко — член Союза писателей Российской Федерации, Заслуженный работник культуры России, лауреат и дипломант творческих конкурсов «Творчество Дона» и «60 лет Победы в Великой Отечественной войне 1941—1945 гг.».

## Содержание
Повесть «Старая лошадь Зина» посвящена детям. Их дружба и вражда, нравственные искания близки современным пятиклассникам.
События повести А. Коркищенко разворачиваются в одном из донских хуторов в конце первого послевоенного десятилетия. Писатель рассказывает о жизни сельских ребят, растущих без отцов в суровых условиях послевоенной действительности, о том, как мальчик Троша (полное имя — Трофим) подружился со строптивой лошадью Зиной, узнал её «биографию», стал заботиться о ней и вместе с друзьями сделал ещё немало добрых дел.
Герои повести раскрываются через их отношение к Зине. С одной стороны, это одиннадцатилетний Троша, его одноклассница Устя, её бабушка — Екатерина Ивановна, тётя Павлина, бригадир Михаил Иванович и много других простых и добрых тружеников. С другой стороны, жестокий и высокомерный Гашилов, перепробовавший в колхозе все должности, начиная от председателя и кончая простым колхозником, нигде долго не удерживаясь, а также Колька Ханыга, озлобленный парень, мучитель маленьких детей и животных. Что в конце концов случится с безнадежным, по мнению хуторян, Ханыгой и старой лошадью, становится известно только к концу книги.
В 1974 году на экраны вышел фильм «Роса», снятый по повести Алексея Абрамовича Коркищенко «Старая лошадь Зина».